# Hainichen, Mittelsachsen
Hainichen là một thị xã thuộc bang tự do Sachsen, Đức. Thị xã có dân số cuối năm 2006 là 9314 người. Hainichen nằm bên sông Striegis và có cự ly 15 dặm Anh về phía đông bắc Chemnitz.

## Các phường
- Bockendorf,
- Cunnersdorf,
- Eulendorf,
- Gersdorf,
- Falkenau,
- Riechberg,
- Siegfried,
- Schlegel and
- Berthelsdorf.